# Chevrolet Equinox EV
Der Chevrolet Equinox EV ist ein batterieelektrisch angetriebenes Sport Utility Vehicle der zu General Motors gehörenden Marke Chevrolet. Er wird parallel zum Verbrenner Chevrolet Equinox angeboten und ist in der Modellpalette unterhalb des Chevrolet Blazer EV positioniert.

## Geschichte
Offiziell vorgestellt wurde der Wagen im September 2022, nachdem bereits auf der Consumer Electronics Show im Januar 2022 Bilder gezeigt wurden. Nachdem sich der Produktionsstart um mehrere Monate bis Februar 2024 verzögert hatte, konnten im Mai 2024 die ersten Fahrzeuge ausgeliefert werden. Gebaut wird der Equinox EV im mexikanischen Ramos Arizpe. Konkurrenzmodelle sind unter anderem der Hyundai Ioniq 5, der Nissan Ariya und der VW ID.4.

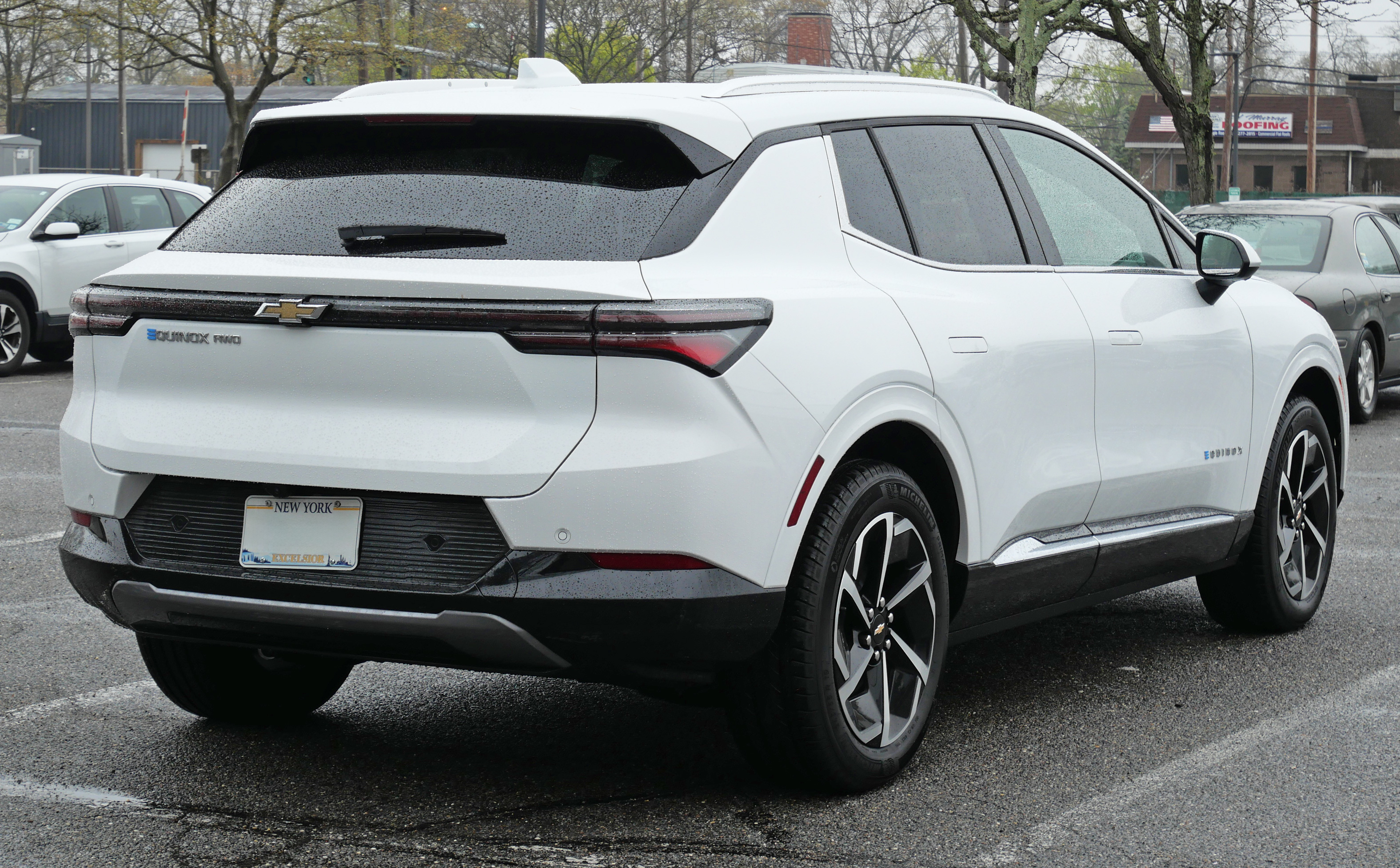
Heckansicht
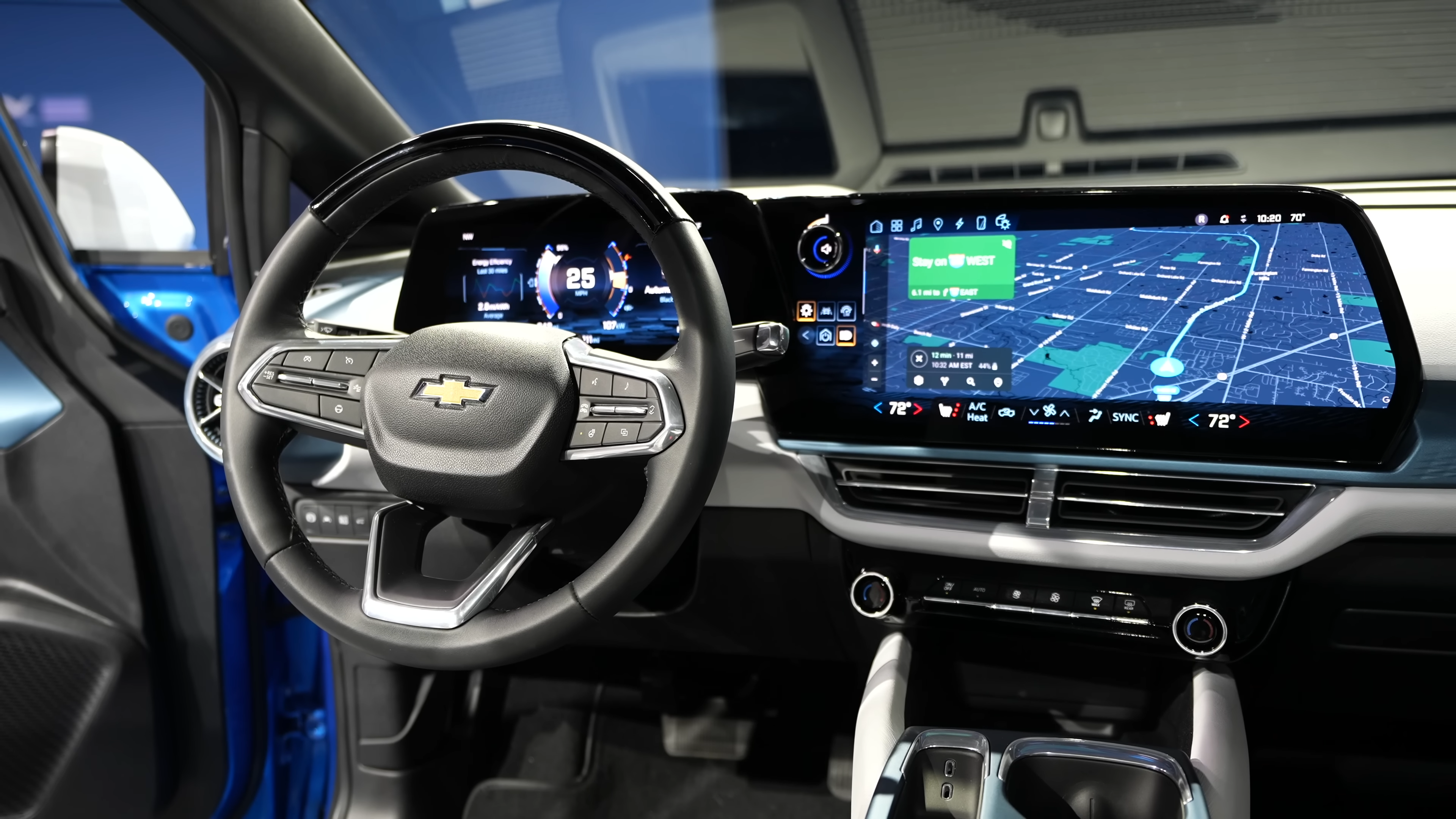
Innenansicht

## Technik
Wie der größere Blazer EV nutzt der Equinox EV die Ultium-Plattform von General Motors. Es gibt ihn mit Vorderrad- oder Allradantrieb. Der Lithium-Ionen-Akkumulator mit einem Energieinhalt von 85 kWh besteht aus zehn Modulen und kommt auch in den verwandten Modellen Chevrolet Blazer EV und Honda Prologue zum Einsatz. Die maximale Gleichstrom-Ladeleistung wird mit 150 kW angegeben. Die maximale Reichweite beträgt nach EPA-Norm 319 Meilen (513 Kilometer).